# Бабстово (станция)
Бабсто́во — станция (населённый пункт) в Ленинском районе Еврейской автономной области, входит в Бабстовское сельское поселение.

## География
Станция Бабстово расположена в 3 км к западу от административного центра сельского поселения села Бабстово на железнодорожной линии Биробиджан I — Нижнеленинское и на автодороге, соединяющей село Бабстово с автотрассой Бирофельд — Амурзет.
Станция Бабстово граничит с селом Горное. Восточнее станции Бабстово находится село Целинное.
Расстояние до районного центра села Ленинское около 24 км (через село Бабстово).

## Население
| 2002 | 2010 |
| ---- | ---- |
| 9    | ↘8   |

Жители работают на Дальневосточной железной дороге.